# Estação Mixiuhca
A Estação Mixiuhca é uma das estações do Metrô da Cidade do México, situada na Cidade do México, entre a Estação Jamaica e a Estação Velódromo. Administrada pelo Sistema de Transporte Colectivo, faz parte da Linha 9.
Foi inaugurada em 26 de agosto de 1987. Localiza-se no cruzamento do Eixo 3 Sur com o Eixo 3 Oriente. Atende o bairro Magdalena Mixiuhca, situado na demarcação territorial de Venustiano Carranza. A estação registrou um movimento de 7.009.299 passageiros em 2016.